# Calochortus nigrescens
Calochortus nigrescens är en liljeväxtart som beskrevs av Francis Marion Ownbey. Calochortus nigrescens ingår i släktet Calochortus och familjen liljeväxter. Inga underarter finns listade.